# Evelina Sidikowa
Evelina Sidikowa (* Ende 1996 oder Anfang 1997) ist eine deutsche Schauspielerin aus Berlin.
Evelina Sidikowa war im Alter von 12 Jahren als Kinderdarstellerin tätig. So spielte sie als „junge Rapunzel“ im Fernsehfilm Rapunzel sowie ein Jahr später als „Leas Freundin Marie“ in Die Zeit der Kraniche. Es gab sonst keine größeren Schauspieleinsätze mehr von ihr.

## Filmografie
- Rapunzel (2009)
- Die Zeit der Kraniche (2010)